# 한조 (오버워치)
시마다 한조(일본어: 島田半蔵)는 38세의 일본의 암살자로 활로 공격하는 영웅이다.
한조는 시마다 가문의 장남이다. 모든 방면에서 뛰어났고, 특히 검술에서 제일 좋은 성적을 보였다. 하지만 아버지가 돌아가시고 한조는 겐지에게 좀 더 중요한 자리를 맡을 것을 권하였나 그걸 거부하는 동생 겐지를 못마땅하게 생각하던 가문의 장로들의 의해 동생과 싸우게 되었고 결국 동생을 죽인다. 이후 죄책감에 검을 사용하지 않게 되고 활을 사용하게 된다. 하지만 자신이 죽였다고 생각했던 겐지는 메르시에 의해 기계화되어 돌아온다. 단편 애니메이션 용에서는 겐지와 접전 후 또 다시 방황하고 있다고 나왔다.
한조의 한국어판 목소리는 한신이 맡았다. 위도우와 비슷하게 활을 오래 당길수록 데미지와 화살의 속도가 강해지고 빨라진다. 궁극기는 길이가 긴 용을 발사하여 강한 데미지를 줄 수 있다.궁극기 대사는 '류요 와가테키오 쿠라에'이다.   
한조 (시마다 한조):한국어판 성우 한신) 겐지의 형으로 한조는 어릴때부터 범죄조직에서 살아왔다. 나중에는 청년이 되어 겐지에게 자기보다 높은 자리를 하라 하지만 겐지는 그걸 거부하고 한조는 겐지 에게 치명상을 잎히고 죽을뻔 하던 겐지가 메르시의 도움을 받아 사이보그로 다시 태어나게 되고 단편 애니메이션 용에서 형제는 다시 한번 형제의 결투를 하게 되는데! 그 결과는 겐지가 한조를 이기고 (단편 애니메이션 용의 대사:겐지:나는 형을 용서했어) 라는 의미심장한 말을 남기고 그뒤에 겐지는 사라진다. 그리고 실제로 게임속 하나무라 에 B거점 에 가보면 단편 애니메이션 용에서 싸운흔적들이 남아있다.